# Nieuw-Zeeland op de Olympische Zomerspelen 1972
Nieuw-Zeeland nam deel aan de Olympische Zomerspelen 1972 in München in de Bondsrepubliek Duitsland. Net als op de vorige editie werden drie medailles gewonnen waaronder één gouden.

## Medailleoverzicht
| Sport    | Olympiër | Discipline      | Medaille |
| -------- | --- | --------------- | -------- |
| Roeien   | Tony Hurt Wybo Veldman Dick Joyce John Hunter Lindsay Wilson Athol Earl Trevor Coker Gary Robertson Simon Dickie | acht (m)        | Goud     |
| Roeien   | Dick Tonks Dudley Storey Ross Collinge Noel Mills                                                                | vier-zonder (m) | Zilver   |
| Atletiek | Rod Dixon | 1500m (m)       | Brons    |

## Deelnemers en resultaten
(m) = mannen, (v) = vrouwen, (g) = gemengd

### Atletiek
| Olympiër        | Discipline      | Resultaat | Prestatie                                                                   |
| --------------- | --------------- | --------- | --------------------------------------------------------------------------- |
| Lawrie d'Arcy   | 100m (m)        | 55e       | serie 9: 5de in 10,77                                                       |
| Bevan Smith     | 200m (m)        | 26e       | serie 9: 3de in 21,17 kwartfinale 2: 4de in 21,04                           |
| Rod Dixon       | 1500m (m)       | Brons     | serie 4: 2de in 3.40,0 halve finale 3: 1ste in 3.37,9 finale: 3de in 3.37,5 |
| Tony Polhill    | 1500m (m)       | 9e        | serie 7: 2de in 3.42,4 halve finale 2: 3de in 3.41,8 finale: 9de in 3.41,8  |
| Dick Quax       | 5000m (m)       | 52e       | serie 2: 9de in 14.35,2                                                     |
| Richard Tayler  | 5000m (m)       | 31e       | serie 3: 10de in 13.56,2                                                    |
| Gavin Thorley   | 5000m (m)       | 43e       | serie 5: 10de in 14.11,6                                                    |
| Gavin Thorley   | 10000m (m)      | DNF       | serie 3: niet gefinisht                                                     |
| Roger Johnson   | 400m horden (m) | 18e       | serie 5: 4de in 50,48                                                       |
| Jack Foster     | marathon (m)    | 8e        | 2:16.56,2                                                                   |
| Dave McKenzie   | marathon (m)    | 22e       | 2:22.19,2                                                                   |
| Terry Manners   | marathon (m)    | 34e       | 2:25.29,2                                                                   |
| Leslie Mills    | kogelstoten (m) | 23e       | kwalificatie groep B: 13de met 18,38m                                       |
| Leslie Mills    | kogelstoten (m) | 14e       | kwalificatie groep A: 8ste met 59,22m finale: 14de met 55,86m               |
| Robin Tait      | kogelstoten (m) | 20e       | kwalificatie groep B: 10de met 56,60m                                       |
|                 |                 |           |                                                                             |
| Brenda Matthews | 100m (v)        | 30e       | serie 6: 5de in 11,77 kwartfinale 1: 8ste in 11,87                          |
| Penny Hunt      | 400m (v)        | 18e       | serie 7: 2de in 52,82 kwartfinale 3: 6de in 52,66                           |
| Sue Haden       | 800m (v)        | 23e       | serie 5: 4de in 2.04,86                                                     |
| Brenda Matthews | 100m horden (v) | 20e       | serie 2: 5de in 13,81                                                       |

### Boogschieten
| Olympiër      | Discipline      | Resultaat | Prestatie                                                                              |
| ------------- | --------------- | --------- | -------------------------------------------------------------------------------------- |
| Robin Sampson | individueel (m) | 53e       | 1ste ronde: 53ste met 1060 punten 2de ronde: 53ste met 1055 punten totaal: 2115 punten |

### Boksen
| Olympiër     | Discipline | Resultaat | Prestatie                                            |
| ------------ | ---------- | --------- | ---------------------------------------------------- |
| Jeff Rackley | -57kg (m)  | 17e       | 1ste ronde: vrij 2de ronde: V van FRG Meier: 0-5     |
| Pat Ryan     | -67kg (m)  | 17e       | 1ste ronde: vrij 2de ronde: V van JPN Kobayashi: 1-4 |

### Gewichtheffen
| Olympiër      | Discipline  | Resultaat | Prestatie                                                                                |
| ------------- | ----------- | --------- | ---------------------------------------------------------------------------------------- |
| Tony Ebert    | -75kg (m)   | 17e       | drukken: 16de met 137,5kg trekken: 17de met 117,5kg stoten: 15de met 155kg totaal: 410kg |
| Brian Marsden | -82,5kg (m) | 12e       | drukken: 15de met 142,5kg trekken: 17de met 120kg stoten: 9de met 172,5kg totaal: 435kg  |
| John Bolton   | -90kg (m)   | DNF       | drukken: geen geldige poging                                                             |

### Hockey
| Olympiër | Discipline | Resultaat | Prestatie |
| --- | ---------- | --------- | --- |
| Jeff Archibald Jan Borren Arthur Borren John Christensen Greg Dayman Chris Ineson Ross McPherson Barry Maister Selwyn Maister Arthur Parkin Ramesh Patel Alan J. Patterson Kevin Rigby Ted Salmon Warwick Wright | mannen     | 9e        | groep B: 5de G van Australië: 1-1 W van Mexico: 7-0 W van Groot-Brittannië: 2-1 V van Nederland: 0-2 G van Polen: 3-3 G van Kenia: 2-2 V van India: 2-3 9-10de plek: W van België: 2-1 |

| Groep B |                  |             |             |             |             |            |            |            |        |
| #       | Land             | Wedstrijden | Wedstrijden | Wedstrijden | Wedstrijden | Doelpunten | Doelpunten | Doelpunten | Punten |
| #       | Land             | G           | W           | G           | V           | V          | T          | Saldo      | Punten |
| 1       | India            | 7           | 5           | 2           | 0           | 25         | 8          | +17        | 12     |
| 2       | Nederland        | 7           | 5           | 1           | 1           | 20         | 9          | +11        | 11     |
| 3       | Groot-Brittannië | 7           | 4           | 1           | 2           | 15         | 10         | +5         | 9      |
| 4       | Australië        | 7           | 3           | 2           | 2           | 18         | 8          | +10        | 8      |
| 5       | Nieuw-Zeeland    | 7           | 2           | 3           | 2           | 16         | 11         | +5         | 7      |
| 6       | Polen            | 7           | 2           | 2           | 3           | 12         | 12         | 0          | 6      |
| 7       | Kenia            | 7           | 1           | 1           | 5           | 8          | 17         | -9         | 3      |
| 8       | Mexico           | 7           | 0           | 0           | 7           | 1          | 40         | -39        | 0      |

| Ronde       | Datum   | Plaats        | Land | Score            | Land |
| ----------- | ------- | ------------- | ---- | ---------------- | ---- |
| Groepsfase  |         |               |      |                  |      |
| 27 augustus | München | Australië     | 1-1  | Nieuw-Zeeland    |      |
| 28 augustus | München | Nieuw-Zeeland | 7-0  | Mexico           |      |
| 30 augustus | München | Nieuw-Zeeland | 2-1  | Groot-Brittannië |      |
| 31 augustus | München | Nederland     | 2-0  | Nieuw-Zeeland    |      |
| 2 september | München | Polen         | 3-3  | Nieuw-Zeeland    |      |
| 3 september | München | Nieuw-Zeeland | 2-2  | Kenia            |      |
| 4 september | München | India         | 3-2  | Nieuw-Zeeland    |      |
| 8-10de plek |         |               |      |                  |      |
| 8 september | München | Nieuw-Zeeland | 2-1  | België           |      |

### Judo
| Olympiër           | Discipline | Resultaat | Prestatie |
| ------------------ | ---------- | --------- | --- |
| Garrick Littlewood | -80kg (m)  | 17e       | 1ste ronde: vrij 2de ronde: W van POL Adamczyk: kami-shiho 3de ronde: W van AUS Bijkerk: tate-shiho kwartfinale: V van JPN Sekine: yusei-gachi |

### Kanovaren
| Olympiër                 | Discipline    | Resultaat | Prestatie                                                                            |
| ------------------------ | ------------- | --------- | ------------------------------------------------------------------------------------ |
| Donald Cooper            | K-1 1000m (m) | 17e       | serie 2: 5de in 4.12,45 herkansingen: 1ste in 4.02,48 halve finale 1: 5de in 4.01,97 |
| Donald Cooper Tom Dooney | K-2 1000m (m) | 21e       | serie 3: 5de in 3.56,48 herkansingen: 5de in 3.45,65                                 |

### Roeien
| Olympiër | Discipline      | Resultaat | Prestatie |
| --- | --------------- | --------- | --- |
| Murray Watkinson                                                                                               | skiff (m)       | 10e       | serie 3: 2de in 7.51,29 herkansingen: 3de in 8.11,51 halve finale 2: 5de in 8.30,88 finale B: 4de in 8.05,42 |
| Dick Tonks Dudley Storey Ross Collinge Noel Mills                                                              | vier-zonder (m) | Zilver    | serie 2: 1ste in 6.47,27 halve finale 1: 1ste in 7.03,99 finale: 2de in 6.25,64                              |
| Warren Cole Chris Nilsson John Clark David Lindstrom Peter Lindsay                                             | vier-met (m)    | 6e        | serie 1: 3de in 6.51,76 halve finale 1: 3de in 7.21,94 finale: 6de in 6.42,55                                |
| Tony Hurt Wybo Veldman Dick Joyce John Hunter Lindsay Wilson Joe Earl Trevor Coker Gary Robertson Simon Dickie | acht (m)        | Goud      | serie 2: 1ste in 6.06,19 halve finale 2: 2de in 6.28,40 finale: 1ste in 6.08,94                              |

### Schietsport
| Olympiër        | Discipline          | Resultaat | Prestatie                          |
| --------------- | ------------------- | --------- | ---------------------------------- |
| Ian Ballinger   | 50m geweer liggend  | 46e       | 591 punten: (98-100-100-100-97-96) |
| Mike Watt       | 50m geweer liggend  | 29e       | 593 punten: (99-98-100-100-99-97)  |
| Bruce McMillan  | 25m snelvuurpistool | 28e       | 582 punten: (197-195-190)          |
| Graeme McIntyre | 50m bewegend doel   | 26e       | 523 punten: (270-253)              |

### Turnen
| Olympiër     | Discipline               | Resultaat | Prestatie                              |
| ------------ | ------------------------ | --------- | -------------------------------------- |
| Terry Sale   | brug (m)                 | 110e      | kwalificatie: 110de met 15,150 punten  |
| Terry Sale   | paard voltige (m)        | 101e      | kwalificatie: 101ste met 14,555 punten |
| Terry Sale   | rekstok (m)              | 110e      | kwalificatie: 110de met 14,550 punten  |
| Terry Sale   | ringen (m)               | 110e      | kwalificatie: 110de met 13,950 punten  |
| Terry Sale   | sprong (m)               | 71e       | kwalificatie: 71ste met 17,900 punten  |
| Terry Sale   | vloer (m)                | 104e      | kwalificatie: 104de met 15,95 punten   |
| Terry Sale   | individuele meerkamp (m) | 110e      | 92,050 punten                          |
|              |                          |           |                                        |
| Dianne Foote | balk (v)                 | 94e       | kwalificatie: 94ste met 16,500 punten  |
| Dianne Foote | brug (v)                 | 113e      | kwalificatie: 113de met 15,750 punten  |
| Dianne Foote | sprong (v)               | 69e       | kwalificatie: 69ste met 17,500 punten  |
| Dianne Foote | vloer (v)                | 99e       | kwalificatie: 99ste met 17,100 punten  |
| Dianne Foote | individuele meerkamp (v) | 104e      | 66,850 punten                          |

### Wielersport
| Olympiër                                          | Discipline               | Resultaat | Prestatie                     |
| Baan                                              | Baan                     | Baan      | Baan                          |
| ------------------------------------------------- | ------------------------ | --------- | ----------------------------- |
| Harry Kent                                        | tijdrit (m)              | 16e       | 1.09,10                       |
| Paul Brydon John Dean Neil Lyster Blair Stockwell | ploegenachtervolging (m) | 14e       | kwalificatie: 14de in 4.35,11 |
| Weg                                               |                          |           |                               |
| Bruce Biddle                                      | wegwedstrijd (m)         | 3e*       | 4:15.04                       |
| Paul Brydon                                       | wegwedstrijd (m)         | 50e       | 4:17.03                       |
| Vern Hanaray                                      | wegwedstrijd (m)         | DNF       | niet gefinisht                |
| Robert Oliver                                     | wegwedstrijd (m)         | DNF       | niet gefinisht                |

- Bruce Biddle werd als derde geklasseerd na de positieve dopingtest van Jaime Huélamo. Echter doordat hijzelf geen dopingtest had ondergaan otving hij geen bronzen medaille.

### Worstelen
| Olympiër    | Discipline  | Resultaat   | Prestatie                                                                                  |
| Vrije stijl | Vrije stijl | Vrije stijl | Vrije stijl                                                                                |
| ----------- | ----------- | ----------- | ------------------------------------------------------------------------------------------ |
| David Aspin | -82kg (m)   | 18e         | 1ste ronde: G van IND Birajdar: gediskwalificeerd 2de ronde: V van IRI Hagilou: beslissing |

### Zeilen
| Olympiër                             | Discipline      | Resultaat | Prestatie                          |
| ------------------------------------ | --------------- | --------- | ---------------------------------- |
| Bret De Thier                        | finn            | 10e       | 109,7 punten: (9-6-15-2-27-DNF-20) |
| Jock Bilger Murray Ross              | flying dutchman | 9e        | 79,0 punten: (16-21-2-2-5-11-18)   |
| Fraser Beer Noel Everett Ron Watson  | dragon          | 5e        | 51,0 punten: (8-13-15-9-2-1)       |
| Con Linton Steve Marten Jack Scholes | soling          | 21e       | 113,0 punten: (14-18-19-20-20-12)  |

### Zwemmen
| Olympiër           | Discipline           | Resultaat | Prestatie                                        |
| ------------------ | -------------------- | --------- | ------------------------------------------------ |
| Colin Herring      | 100m vrije slag (m)  | 22e       | serie 2: 2de in 54,41                            |
| Colin Herring      | 200m vrije slag (m)  | 26e       | serie 5: 5de in 2.00,29                          |
| Mark Treffors      | 400m vrije slag (m)  | 20e       | serie 5: 5de in 4.14,10                          |
| Mark Treffors      | 1500m vrije slag (m) | 6e        | serie 4: 2de in 16.23,86 finale: 6de in 16.18,84 |
| John McConnochie   | 200m wisselslag (m)  | 15e       | serie 4: 4de in 2.15,04                          |
| John McConnochie   | 400m wisselslag (m)  | 17e       | serie 2: 2de in 4.49,89                          |
|                    |                      |           |                                                  |
| Heather Coombridge | 100m vrije slag (v)  | 35e       | serie 3: 7de in 1.02,95                          |
| Heather Coombridge | 200m vrije slag (v)  | 22e       | serie 1: 5de in 2.14,78                          |
| Jaynie Parkhouse   | 400m vrije slag (v)  | 19e       | serie 4: 5de in 4.40,24                          |
| Jaynie Parkhouse   | 800m vrije slag (v)  | 16e       | serie 5: 3de in 9.34,65                          |
| Susan Hunter       | 100m rugslag (v)     | 26e       | serie 2: 5de in 1.10,06                          |
| Susan Hunter       | 200m rugslag (v)     | 21e       | serie 2: 4de in 2.28,28                          |
| Susan Hunter       | 200m wisselslag (v)  | 17e       | serie 4: 3de in 2.30,29                          |
| Susan Hunter       | 400m wisselslag (v)  | 9e        | serie 1: 2de in 5.14,47                          |

Afghanistan · Albanië · Algerije · Amerikaanse Maagdeneilanden · Argentinië · Australië · Bahama's · Barbados · België · Bermuda · Birma · Bolivia · Bondsrepubliek Duitsland · Brazilië · Brits-Honduras · Bulgarije · Canada · Ceylon · Chili · Colombia · Congo-Brazzaville · Costa Rica · Cuba · Dahomey · Denemarken · Dominicaanse Republiek · Duitse Democratische Republiek · Ecuador · Egypte · El Salvador · Ethiopië · Fiji · Filipijnen · Finland · Frankrijk · Gabon · Ghana · Griekenland · Groot-Brittannië · Guatemala · Guyana · Haïti · Hongarije · Hongkong · Ierland · IJsland · India · Indonesië · Iran · Israël · Italië · Ivoorkust · Jamaica · Japan · Joegoslavië · Kameroen · Kenia · Khmerrepubliek · Koeweit · Lesotho · Libanon · Liberia · Liechtenstein · Luxemburg · Madagaskar · Malawi · Maleisië · Mali · Malta · Marokko · Mexico · Monaco · Mongolië · Nederland · Nederlandse Antillen · Nepal · Nicaragua · Nieuw-Zeeland · Niger · Nigeria · Noord-Korea · Noorwegen · Oeganda · Oostenrijk · Opper-Volta · Pakistan · Panama · Paraguay · Peru · Polen · Portugal · Puerto Rico · Roemenië · San Marino · Saoedi-Arabië · Senegal · Singapore · Soedan · Somalië · Sovjet-Unie · Spanje · Suriname · Swaziland · Syrië · Taiwan · Tanzania · Thailand · Togo · Trinidad en Tobago · Tsjaad · Tsjecho-Slowakije · Tunesië · Turkije · Uruguay · Venezuela · Verenigde Staten · Vietnam · Zambia · Zuid-Korea · Zweden · Zwitserland